# AN-M54
AN-M54 – amerykańska bomba zapalająca wagomiaru 4 funtów. Była stosowana podczas II wojny światowej przez lotnictwo US Navy i USAAF. Przenoszona w bombach kasetowych.
Bomba AN-M54 składała się z dwóch części wykonanych z blachy stalowej. Jedna z nich była cylindryczna i mieściła 0,77 kg termatu (mieszaniny termitu z siarką i azotanem baru), druga miała kształt graniastosłupa i pełniła funkcję statecznika.